# صفر تا سکو
صفر تا سکو مستندی بلند به کارگردانی سحر مصیبی و تهیه‌کنندگی مشترک مهتاب کرامتی و طهورا ابوالقاسمی است که روایتگر زندگی خواهران منصوریان، ووشوکاران اهل سمیرم می‌باشد که قهرمان جهان و ایران شدند.

## خلاصه داستان
سحر مصیبی در این فیلم به بخش‌های مهمی از زندگی ورزشی و شخصی این سه خواهر از تمرینات با امکانات کم و مشکلاتی که آنها در طی این مسیر داشتند پرداخته، به طوری که بیننده ناخودآگاه پس از دقایقی با هرسه همراه می‌شود و لحظه به لحظه با نگرانی‌ها و شادی‌های و تمام مشکلاتی که آنها از سر گذراندند تا به مقام قهرمانی جهان برسند پیش می‌رود.
بخش قابل توجه این فیلم راحتی این سه خواهر مقابل دوربین در تمامی جریانات و اتفاقات تلخ و شیرین زندگی ورزشی‌شان است خصوصاً در بخش‌هایی که به زندگی شخصی آنها پرداخته می‌شود. قابل ذکر است هیچ‌کدام از صحنه‌ها در این فیلم بازسازی نشده و تمام اتفاقات به صورت واقعی فیلمبرداری شده و دوربین سحر مصیبی تمام لحظات واقعی این سه خواهر را به تصویر کشیده است.
مؤسسه بامداد فیلم پخش این فیلم را به عهده دارد.

## جوایز
این فیلم با نمایش در جشنواره فجر سی و پنجم در چهار رشته بهترین فیلم، کارگردانی، تدوین و صداگذاری نامزد کسب جایزه شد و در جشنواره حقیقت سال ۱۳۹۵ با شش عنوان کاندید
جایزه بهترین فیلم را از آن خود کرد.صفر تا سکو بعد از حضور موفق در دو جشنواره حالا با موافقت شورای نمایش مجوز اکران خود را برای اول آذرماه ماه گرفته و هفته اول این ماه روی پرده سینماها می‌رود.

## شبکه خانگی
فیلم مستند صفر تا سکو ساخته در مرداد ماه ۹۷ در شبکه نمایش خانگی توزیع شد.

## اکران در آمریکا
صفر تا سکو به کارگردانی سحر مصیبی و به تهیه کنندگی مهتاب کرامتی و طهورا ابولقاسمی
طی نمایش عمومی در ایران و حضور در جشنواره‌های داخلی و خارجی با استقبال خوبی مواجه شد، از تاریخ اکران «صفر تا سکو» که پخش بین‌المللی آن را Venera Films برعهده دارد، این مستند نهم ژوئیه ۲۰۲۱ در سینماهای آمریکا نمایش در سینماهای شهرهایی چون لس آنجلس، سان فرانسیسکو، شیکاگو، کلمبیا، دیترویت میشیگان، دورهام و… آغاز کرده است. و در حال حاضر در آمریکا به دو صورت فیزیکال و آنلاین اکران شده و با آغاز اکران «صفر تا سکو» در اولین واکنش‌ها به این فیلم مستند، رکسانا حدادی منتقد ساکن آمریکا با تمجید از این فیلم در سایت RogerEbret نوشت:
در مستند «صفر تا سکو» به شکلی صمیمی و آشکار کننده تنشی نشان داده می‌شود میان نجابتی که جامعه ایران از زن‌ها طلب می‌کند و سرکشی و عزم راسخی که برای رقابت کردن و رسیدن به جایگاه ممتاز لازم است.
همچنین آلن نگ منتقد آمریکایی در سایت Film Threat نوشت:
«صفر تا سکو» تاکنون موفق به دریافت جوایزی از جشنواره‌های ریندنس لندن، کویین پالم آمریکا، فستیوال فیلم زنان ایتالیا، سینما حقیقت و… شده است.